# 孔子读易
〈孔子读易〉，古琴曲，一名〈读易〉、〈秋夜读易〉，也有些版本名為〈韋編三絕〉。琴曲可见于清代《天闻阁琴谱》、《琴学初津》、《治心斋琴学练要》等琴谱。

## 琴曲解析
《治心斋琴学练要》中关于〈讀易〉的解析：「昔友人秋夜讀易，其聲悠揚婉轉，足洽人心。余聞而心賞之，至曉餘音猶在耳也。因譜入絃徽，雖音句重疊，而輕重疾徐之節，可為初學之階梯雲爾。」